# Tiro con l'arco ai Giochi della XXVI Olimpiade
Le gare di tiro con l'arco alle olimpiadi estive del 1996 si sono svolte ad Atlanta.

## Podi

### Uomini
| Evento                 | Oro                                              | Argento                                           | Bronzo                                                 |
| Individuale (dettagli) | Justin Huish                                     | Magnus Petersson                                  | Oh Kyo-moon                                            |
| A squadre (dettagli)   | Stati Uniti Justin Huish Butch Johnson Rod White | Corea del Sud Jang Yong-ho Kim Bo-ram Oh Kyo-moon | Italia Matteo Bisiani Michele Frangilli Andrea Parenti |

### Donne
| Evento                 | Oro                                                    | Argento                                                      | Bronzo                                                |
| Individuale (dettagli) | Kim Kyung-wook                                         | He Ying                                                      | Olena Sadovnycha                                      |
| A squadre (dettagli)   | Corea del Sud Kim Jo-sun Kim Kyung-wook Yoon Hye-young | Germania Barbara Mensing Cornelia Pfohl Sandra Wagner-Sachse | Polonia Iwona Dzięcioł Katarzyna Klata Joanna Nowicka |

## Medagliere
| Pos.   | Paese         | Oro | Argento | Bronzo | Totale |
| ------ | ------------- | --- | ------- | ------ | ------ |
| 1      | Corea del Sud | 2   | 1       | 1      | 4      |
| 2      | Stati Uniti   | 2   | 0       | 0      | 2      |
| 3      | Cina          | 0   | 1       | 0      | 1      |
| 3      | Germania      | 0   | 1       | 0      | 1      |
| 3      | Svezia        | 0   | 1       | 0      | 1      |
| 6      | Italia        | 0   | 0       | 1      | 1      |
| 6      | Polonia       | 0   | 0       | 1      | 1      |
| 6      | Ucraina       | 0   | 0       | 1      | 1      |
| Totale | Totale        | 4   | 4       | 4      | 12     |